# Санс (округ)
Округ Санс (фр. Arrondissement de Sens) — округ у Франції, в департаменті Йонна. 2023 року округ об'єднував 118 муніципалітетів, населення становило 130 818 осіб.
Адміністративний центр (супрефектура) — Санс.

## Муніципалітети
Список муніципалітетів округу та їхні коди INSEE:
1. Армо (89018)
2. Арс-Дійо (89014)
3. Баньо (89027)
4. Беон (89037)
5. Бер-ан-От (89048)
6. Бранне (89054)
7. Бріон (89056)
8. Бюссі-ан-От (89059)
9. Бюссі-ле-Репо (89060)
10. Валлері (89428)
11. Веннеф (89480)
12. Верлен (89440)
13. Вернуа (89442)
14. Верон (89443)
15. Вільблевен (89449)
16. Вільбужі (89450)
17. Вільвальє (89468)
18. Вільє-Луї (89471)
19. Вільманош (89456)
20. Вільнавотт (89458)
21. Вільнев-л'Аршевек (89461)
22. Вільнев-ла-Дондагр (89459)
23. Вільнев-ла-Гвіар (89460)
24. Вільнев-сюр-Іонн (89464)
25. Вільперро (89465)
26. Вільруа (89466)
27. Вільсьян (89452)
28. Вільтьєррі (89467)
29. Вільшетів (89451)
30. Водер (89432)
31. Вомор (89434)
32. Вуазін (89483)
33. Грон (89195)
34. Дімон (89142)
35. Долло (89143)
36. Дома (89144)
37. Еврі (89162)
38. Егризель-ле-Бокаж (89151)
39. Етіньї (89160)
40. Жизі-ле-Нобль (89189)
41. Жуаньї (89206)
42. Жуї (89209)
43. Коллем'є (89113)
44. Компіньї (89115)
45. Корнан (89116)
46. Кулур (89120)
47. Куржене (89122)
48. Курлон-сюр-Іонн (89124)
49. Куртуа-сюр-Іонн (89127)
50. Куртуен (89126)
51. Кюдо (89133)
52. Кюї (89136)
53. Ла-Бельйоль (89036)
54. Ла-Постоль (89310)
55. Ла-Сель-Сен-Сір (89063)
56. Ла-Шапель-сюр-Орез (89080)
57. Лаї (89214)
58. Ле-Борд (89051)
59. Ле-Валле-де-ла-Ванн (89411)
60. Ле-Клеримуа (89111)
61. Ле-Сьєж (89395)
62. Ліксі (89229)
63. Лооз (89230)
64. Майо (89236)
65. Мале-ле-Гран (89239)
66. Мале-ле-Петі (89240)
67. Марсанжі (89245)
68. Мішрі (89255)
69. Молінон (89261)
70. Монташе-Вільгарден (89264)
71. Наї (89274)
72. Ное (89278)
73. Паї (89285)
74. Парон (89287)
75. Паруа-сюр-Толон (89289)
76. Пассі (89291)
77. Перснеж (89469)
78. Піффон (89298)
79. Плессі-Сен-Жан (89302)
80. Пон-сюр-Ванн (89308)
81. Пон-сюр-Іонн (89309)
82. Пресі-сюр-Врен (89313)
83. Розуа (89326)
84. Руссон (89327)
85. Савіньї-сюр-Клері (89380)
86. Саліньї (89373)
87. Санс (89387)
88. Сезі (89067)
89. Сен-Валер'ян (89370)
90. Сен-Дені (89342)
91. Сен-Жульєн-дю-Со (89348)
92. Сен-Клеман (89338)
93. Сен-Лу-д'Ордон (89350)
94. Сен-Мартен-д'Ордон (89353)
95. Сен-Мартен-дю-Тертр (89354)
96. Сен-Морис-о-Риш-Омм (89359)
97. Сен-Серотен (89369)
98. Сент-Аньян (89332)
99. Сент-Обен-сюр-Іонн (89335)
100. Сепо-Сен-Ромен (89388)
101. Сербонн (89390)
102. Сержин (89391)
103. Серизьє (89066)
104. Серії (89065)
105. Сусі (89399)
106. Сюбліньї (89404)
107. Ториньї-сюр-Орез (89414)
108. Фласі (89165)
109. Фонтен-ла-Гаярд (89172)
110. Фуассі-сюр-Ванн (89171)
111. Фурноден (89181)
112. Фушер (89180)
113. Шамвр (89079)
114. Шампіньї (89074)
115. Шампле (89075)
116. Шеруа (89100)
117. Шомо (89094)
118. Шомон (89093)